# Vzorný kinematograf Haška Jaroslava
 Vzorný kinematograf Haška Jaroslava  je československý povídkový film natočený podle čtyř povídek Jaroslava Haška režisérem Oldřichem Lipským v roce 1955.

## Tvůrci
- Námět: Jaroslav Hašek – povídky Vzorná škola mocnářství, Vzorné rodinné štěstí, Otec chudých a Vzorná láska lepších lidí
- Režie: Oldřich Lipský
- Scénář: Oldřich Lipský, J. A. Novotný
- Hudba: Emil Ludvík
- Kamera: Vladimír Novotný
- Stavby: Karel Škvor
- Výtvarník: Kamil Lhoták
- Výroba: Studio uměleckého filmu
- Další údaje: černobílý, 96 min., Melodrama

## Obsazení
| Vladimír Pucholt     | žák Chocholka                           |
| František Filipovský | prof. Florentin                         |
| Vladimír Bejval      | žák Čtrnáctý                            |
| Vladimír Řepa        | ředitel školy                           |
| Jaroslav Marvan      | Václav Honzátko                         |
| Meda Valentová       | Honzátková                              |
| Václav Postránecký   | Bohoušek Honzátko                       |
| Eman Fiala           | Josef Bukl                              |
| Alena Kreuzmannová   | slečna Ema Honzátková                   |
| Josef Vošalík        | ředitel gymnázia                        |
| Jiří Sovák           | Jaroušek, nápadník slečny Emy           |
| Miloš Kopecký        | ing. Krix                               |
| Bohuš Záhorský       | mecenáš Antonín Kauble                  |
| Karel Effa           | vynálezce Antonín Langhalter            |
| Antonín Jedlička     | žadatel u Kaubleho                      |
| Bedřich Veverka      | arcivévoda                              |
| Václav Trégl         | vrchní inspektor Braun                  |
| Stella Zázvorková    | slečna na vdávání, žadatelka u Kaubleho |
| Václav Vydra         | ochotník                                |
| Josef Kemr           | Josef Hanzlíček                         |
| Lubomír Lipský       | adjunkt Roztočil                        |
| Ludmila Píchová      | Anna, dcera paní Engelmüllerové         |
| Nina Jiránková       | dcera pana Vilíma                       |
| Stella Májová        | slečna Irma                             |
| Darja Hajská         | paní Mackovíková                        |
| Jaroslav Vojta       | poručík Vilím                           |
| Josef Semecký        | rada Mackovík                           |
| Světla Svozilová     | paní Engelmüllerová                     |
| Josef Hlinomaz       | tajný v kině/hlas fotografa             |
| Jan Werich           | slovní doprovod (J.Hašek)               |

## Děj
Majitel podniku, Jaroslav Hašek, vítá návštěvníky ve své boudě, resp. ve svém vzorném kinematografu, kde promítá čtyři filmové příběhy. V obecenstvu jsou přítomni aktéři jednotlivých příběhů, kteří občas děj komentují.

### Vzorná škola monarchie
Děj se odehrává ve škole, kde třídní profesor a učitel latiny Florentin zadává žákům poslední latinskou kompozici. Žák Chocholka je v latině velmi slabý. Při modlitbě na začátku hodiny mu navíc vypadnou na zem všechny taháky, celý se třese strachem z písemky.
Chocholka nahlédne tajně k sousedovi, ale žák Čtrnáctý si také neví s překladem rady. Chocholka se tedy rozhodne zmizet na záchod a přečkat tam celou hodinu.
Profesor Florentin po chvíli pošle Čtrnáctého pro Chocholku, ale ten se vrátí s tím, že Chocholka tam stále sedí a nemůže přijít zpět. Profesor tedy vyšle se Čtrnáctým ještě žáka Maťku, ale situace se opakuje.
Nakonec se profesor rozhodne vydat pro Chocholku osobně. Chocholka mezitím odpočítává uběhlý čas a odškrtává si minuty křídou na zdi v kabince. Na profesorovo bouchání odpovídá Chocholka, že nemůže ještě jít. Profesor se tedy vydá požádat o pomoc ředitele školy. Spolu pak buší na dveře záchodu. Pak udělá profesor řediteli stoličku a ten na něj vyleze a snaží se nakouknout do kabinky.
Chocholka stále volá, že ještě nemůže. Ředitel vyhrožuje Chocholkovi snížením známky z mravů a pak i vyloučením z gymnázia. Ten trvá na tom, že nemůže vylézt.
Profesor se s ředitelem rozhodnou vyrazit dveře. Zatímco s nimi bojují, Chocholka přeleze do sousední kabinky a z ní uteče nepozorovaně do třídy.
Na záchodky dorazí mezitím školník, který slyší odtamtud hluk. Ředitel použije školníka jako beranidlo a dveře vyrazí. Překvapeni všichni zjišťují, že tam Chocholka není. Školník se domnívá, že Chocholka skočil do záchodu (je to latrína). Profesor dodává, že by to bylo pro Chocholku lepší, jinak že by jistě měl v kompozici plno chyb.
Mezitím spolužáci ve třídě dají Chocholkovi celou kompozici opsat.

### Vzorné rodinné štěstí
Příběh se odehrává na Žižkově, v Karpíškově ulici 16. V domě bydlí pan Bukl, obchodník s exotickými zvířaty. Jeho paní jej doprovází na všech cestách, v létě i v zimě. Celý dům ví, že Buklová je semetrika a manžela i mlátí. On se jí bojí, ale před ostatními se jí zastává.
O podlaží níže bydlí pan Honzátko, magistrátní úředník pod penzí, s manželkou, dcerou na vdávání Emou a synkem Bohouškem, primánem.
Bohoušek nalezl v jedněch novinách inzerát, že někdo z Prahy 2 prodá hned živého křečka. Bohoušek se vydal na uvedenou adresu. Majitel vysvětlil, že křeček patřil jeho podnájemníkovi, ing. Krixovi, vynálezci nápoje, po kterém zvířata nikdy nespí. Nápoje se však omylem sám napil a za pět dní zemřel.
Bohoušek dostal křečka v pytli od brambor a vydal se domů rád, že se mu splnilo přání a bude mít divoké zvíře, které sežere jeho sestru. Doma řekl, že je to školní křeček a pan profesor Bernášek mu jej dal do opatrování přes zimu, pak jej prý škola nechá vycpat.
Křeček se matce ani Emě nelíbí, protože smrdí. Křeček byl nejprve ve dřevěné otevřené bedně, ale večer vylezl a prokousal se do nového kanape, které bylo darem rodičů Emě k nadcházející svatbě s panem Jarouškem.
Ema navrhuje vyplavit nový domov křečka vodou, ale nechce zničit svůj svatební dar. Jaroušek navrhuje křečka vykouřit. Honzátko s Jarouškem se snaží křečka z kanape vypudit, kanape je již značně poničené.
Pan Honzátko jde do hospody a vypráví tam sousedovi panu Buklovi, že mají na základě rozhodnutí zemské školní rady v kanapi křečka. Bukl poradí na vypuzení křečka fretku, kterou má v obchodě a dá jí zdarma. Pánové se pitím vína značně rozveselí a večer se za zpěvu se dvěma fretkami vydají Honzátkům. Fretky se však v kanapi spřátelí s křečkem, v novém doupěti se jim líbí.
V Brehmově knize „Život zvířat“ se rodina dočetla, že na fretky jsou účinná morčata, která je vyženou svým zápachem. V obchodě pana Bukla koupí pan Honzátko dvě morčata, těm se však v kanapi plném trávy také zalíbí žít společně s křečkem a fretkami. Pan Jaroušek vymyslí pustit do kanape ježka. Dva ježci od pana Bukla však také nepomohou.
Pan Honzátko odložil svatbu dcery Emy a pana Jarouška zatím na neurčito a napsal dopis řediteli gymnázia, aby si vzal křečka nazpět a nechal jej už vycpat. Ředitel se podivoval, co mu to píše a ptal se Bohouška, zda není tatínek nemocný. Ředitel odpověděl dopisem, že na vycpání nereflektuje.
Paní Honzátková nařídila manželovi, aby přivedl pana Bukla, který zvířatům rozumí. Ten nyní bydlí ve svém krámě, kam jej paní Buklová vyhnala, když se vrátil domů z hospody.
Honzátko jde za Buklem. Náhle se do obchodu začne zuřivě dobývat paní Buklová. Zvířata v obchodě se bojí a skrývají se před jejím křikem.
Bukl s Honzátkem jdou k nim domů zkusit zvířata z kanape vypudit. Přižene se však paní Buklová a buší na dveře a ječí. Bukl je schovaný za závěsy, manželka jej vytáhne a vříská u toho. Zvířata v kanapi se vylekají, vylezou a utečou z bytu.
Pan Honzátko radostně poděkoval paní Buklové za návštěvu. Je rád, že kanape je zachráněno a svatba může být.

### Vzorný mecenáš
Antonín Kauble, továrník, majitel realit a firmy na nedobytné pokladny, je předsedou dobročinného spolku, „otcem chudých“ ve III. čtvrti. Mecenáš Kauble zřídil nadaci pro chudé a rozhodl se doživotně propůjčit flašinet, nejlépe nějaké slepé vdově nad 60 let, podmínkou bylo jednou týdně se pomodlit za dárcovu rodinu.
Kauble se nechal vyfotit s flašinetem a rozesílal pohlednici a nápisem „Pomoc chudině – heslo mé jediné“ na všechny strany. Stal se tak populárním, byl šťastný a jeho sebevědomí rostlo.
Zájemci o peníze se začali hlásit osobně nebo písemně. Např. pan Langhalter, vynálezce nového typu kotle by rád získal peníze na výstavbu továrny. Ochotnický spolek pro změnu žádá zhotovení opony pro jejich chudou scénu. Pan Kauble žádosti odmítá a zájemce z bytu vyhání.
Kauble se vydal odpočinout si do restaurace. U polévky jej přepadl další zájemce o půjčku, pan Veselý, který by si rád zřídil obchod se zbožím střižným.
Další zájemci jej pronásledují na ulici a čekají na schodišti k jeho bytu. Slečna na vdávání pronikla do jeho bytu a vyhrožuje, že se zastřelí, jestli nedostane alespoň malé věno. Když se jí snaží vyprovodit, proniknou do bytu další zájemci, včetně vynálezce Langhaltera s nosiči, kteří přinášejí i jeho kotel. Pan Kauble unikne do ložnice. Langhalter nechá zatopit pod kotlem, celý dům se otřásá. Nakonec kotel vybuchne a zdemoluje celý byt pana Kaubleho.
Kauble jde za starostou, říká mu, že se mu ta dobročinnost „vyplatila“ a že je nyní škodný. Starosta říká, že mu to vynahradí sláva, protože jej navrhl k audienci u Jeho Excelence arcivévody, který zrovna přijíždí do města. Kauble trvá na tom, že by mu měl škody někdo zaplatit.
Kauble se dostaví na audienci s flašinetem a věnuje svoji pohlednici arcivévodovi. Ten odpoví: „Já vždycky byla otec chudyny“ a vtiskne mu do dlaně minci. Při odchodu ještě dodá: „ Nesoufal, i flašinet může šlověka šivit“. Kauble při odjezdu arcivévody vykřikuje, že takhle se urážet nenechá, „on Antonín Kauble, otec chudých ve III. čtvrti, majitel domu a firmy na nedobytné pokladny, že jim stojí jen za 20 korun?“ Přestane, až když k němu přijde tajný, vrchní inspektor Braun.
Kauble odchází domů, na ulici vyhrává na flašinet, nocí ho pronásledují toulaví psi.
To je konec zneuznaného mecenáše.

### Vzorná láska lepších lidí
Josef Hanzlíček je starý mládenec, nemá rád ženy, chce zůstat samostatným mužem.
Pobývá na bytě u paní Engelmüllerové. Ta má dceru Annu, jejímž poručníkem je pan Vilím. Ráda by ji provdala, třeba za pana Hanzlíčka.
Všichni se připravují na nedělní výlet domu, který vymyslela paní domácí Mackovíková, která četla ve společenském rádci „Šťastný domov“, že to patří k bontonu. Mackovíková je manželkou pana rady Ondřeje Mackovíka, který se také, i když nerad, zúčastní výletu.
Dalšími účastníky výletu jsou adjunkt Roztočil se slečnou Irmou a správce škol pan Vilím, se třemi dceruškami.
Pan Hanzlíček má na podobné akce svůj názor – je to proti zdravému rozumu, nechat se tahat po kopcích.
Společnost se vydala do přírody a usadila se na palouku u lesa. Paní Engelmüllerová toho hned využila a vyslala Annu za panem Hanzlíčkem. Anna jej pozvala na procházku. Sedli si do trávy, Anna celá rozdováděná, tančí a zpívá. Hanzlíčkovi se to nelíbí.
Adjunkt Roztočil chtěl vyznat v lese lásku slečně Irmě, ale ta byla zcela apatická, četla si stále v knize „Domácí vševěd“. Seznámili se před dvěma měsíci, Irma neustále sdělovala Roztočilovi nějaké rady a recepty vyčtené z oné knihy. K vyzvání lásky jej nikdy nepustila ani teď.
Anna se také snaží vůči panu Hanzlíčkovi, ale tomu je to nepříjemné. Když jej začne objímat, dá jí to najevo a ona uteče zpět ke společnosti a předstírá, že omdlela. Když se všichni seběhnou, včetně Hanzlíčka, ukáže na něj a řekne, že se k ní divně choval, když ji předtím vylákal do lesa.
Všichni se na něj vrhnou, Hanzlíček musí utéct.
Roztočil se sejde s Hanzlíčkem v hostinci. Roztočil zapíjí lásku, která vystydla, Hanzlíček lásku, která naštěstí nerozkvetla.
Hanzlíček bydlí již měsíc skrytě v hotelu „U slunce“, kde nejsou žádné číšnice, ani pokojské. Bytná Engelmüllerová jej však objeví, označí jej za padoucha a nařídí mu, aby se vrátil k Anně.
V noci se Hanzlíčkovi zdá sen, že spáchal sebevraždu skokem do Vltavy, ale Engelmüllerová jej vytáhla. A že je v nemocnici a lékař mu říká, že v noci vyhodil z okna ve druhém patře paní Engelmüllerovou i s dcerou a ty jsou nyní již na Olšanech.
Hanzlíček spokojeně spí, když tu jej probudí bytná Engelmüllerová s panem Vilímem. Ten mu vyčte, že se vloudil do jejich rodiny a připravil Annu o čest. Paní Engelmüllerová sepíše prohlášení, které dá podepsat panu Hanzlíčkovi, že měl s Annou důvěrný poměr a že si jí do třech měsíců vezme za manželku.
Pan Hanzlíček pochopí, že je v pasti a dokument podepíše.